# Amilcar

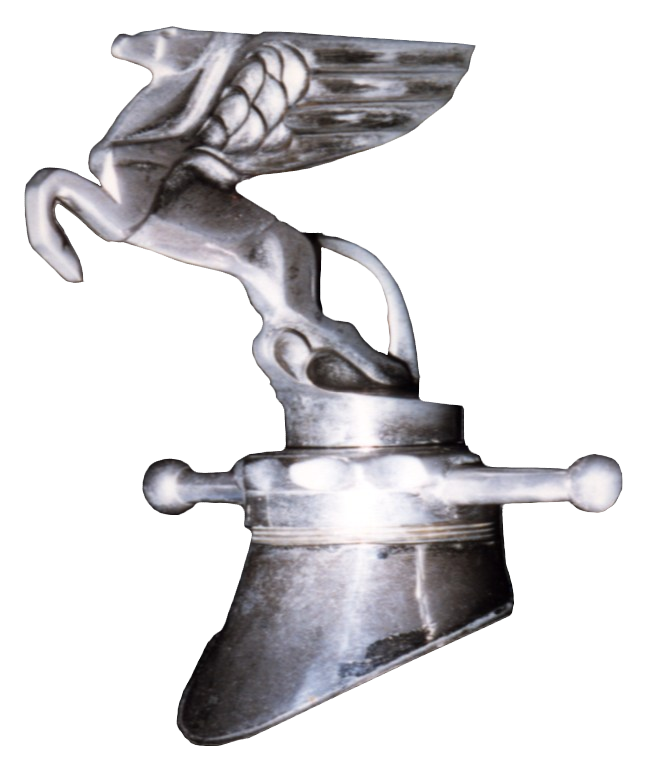
Statuetka na chłodnicy

Amilcar – byłe francuskie przedsiębiorstwo produkujące samochody.
Znane było z wytwarzania aut wyścigowych oraz eleganckich modeli wyższej klasy średniej. Sukcesem okazał się udział w wyścigu Le Mans w 1924 i 1932 roku. W 1937 zostało przejęte przez koncern Hotchkiss et Cie. Produkcji aut tej marki zaprzestano w czasie II wojny światowej i już nie wznowiono. Nazwa „Amilcar” pochodzi ze złożenia nazwisk założycieli firmy (Joseph Lamy i Émile Akar). Do 1937 występowało pod nazwą „Sté Nouvelle pour l’Automobile Amilcar”, a potem „Sté Financière pour l’Automobile”.
W samochodzie tej marki zginęła tragicznie Isadora Duncan.

## Znane modele
- 1921 CC
- 1922 CS
- 1922 C4
- 1923 Typ E
- 1923 CGS i CGS3
- 1925 Typ G i Typ TZ
- 1926 CGSS
- 1927 C6
- 1929 CS8
- 1934 Pégase
- 1938 Compound

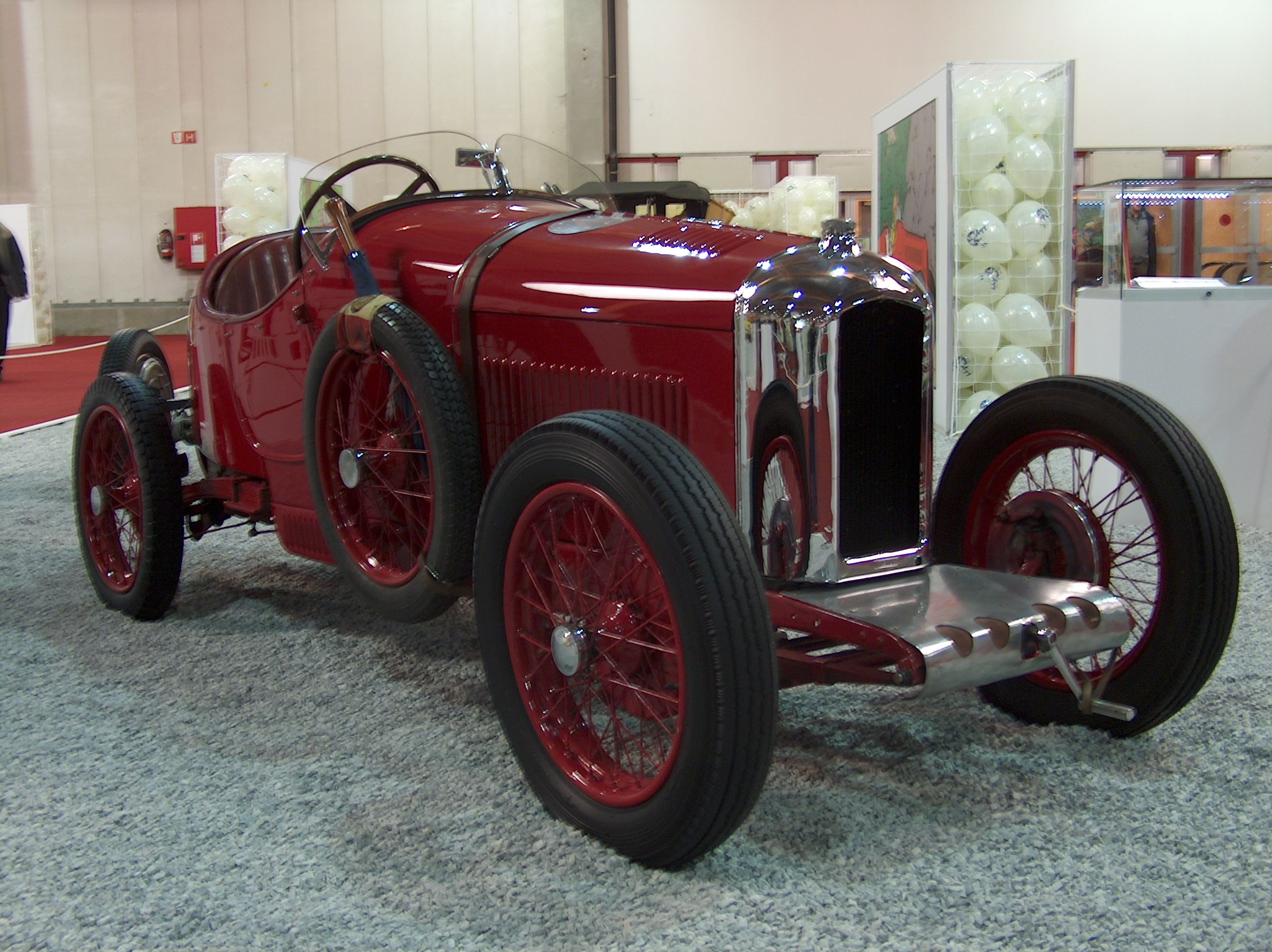
Amilcar CGSS Sport (1927)
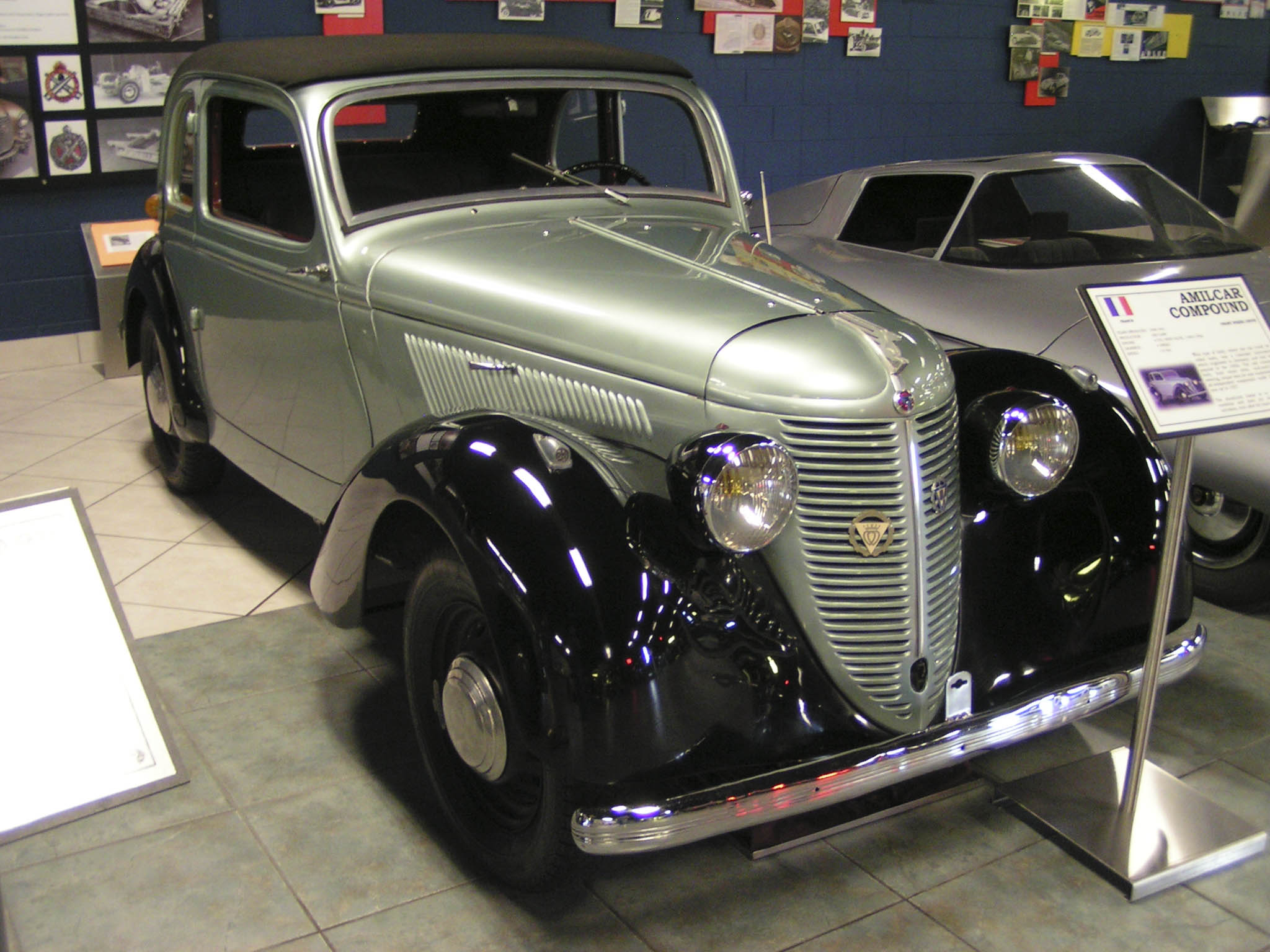
Amilcar Compound (ok. 1938)